# Alexander Fechner
Alexander Fechner (verh. Alexander Şahinol-Fechner, geb. 24. November 1977 in Cuxhaven) ist ein deutscher Autor, Comiczeichner, Illustrator und Werber.

## Werdegang
Fechner wuchs in Kaarst und Wiesbaden auf. 1998 bis 2001 absolvierte er an der Frankfurter Gutenbergschule für Gestaltung und bei der Studiengemeinschaft Darmstadt verschiedene Lehrgänge in Mediengestaltung. Seitdem arbeitet er hauptberuflich in der Werbebranche für wechselnde Agenturen, seit 2013 als künstlerischer Leiter. 2012 bis 2014 fungierte er außerdem als Herausgeber der deutschsprachigen Ausgabe des DJ Magazine und Geschäftsführer des Verlages Boom Bang Publishing.
Gemeinsam mit dem Comiczeichner Miguel „Millus“ Riveros wirkte Fechner 2006 bis 2010 an der Horrorcomicreihe Unheimlich, die im Verlag Edition 52 erschien. Bis einschließlich 2012 veröffentlichte er zahlreiche Beiträge für die Comicanthologie Panik Elektro, das Literaturmagazin Ferne Welten und die Zeitschrift Toxic Sushi. Bereits 2002 und erneut 2011 illustrierte er die im Verlag Rhombos erschienenen Begleitbände zum Rollenspiel Endland der beiden Autoren Marko Djurdjević und Barış Ilktac. Nebenbei entwarf er mehrere Albencover für Musiker wie Pascal Lebrain oder Henning „Plemo“ Schmidt. 2010 bis 2013 arbeitete er mit der Konzeptkreateurin Eva Junker an dem Fantasyprojekt Unison mit, das 2012 auf dem Internationalen Comic-Salon in Erlangen vorgestellt wurde. 2020 sollte darüber hinaus ein Comicprequel zum Kinofilm Sky Sharks des Regisseurs Marc Fehse erscheinen, für die beide verantwortlich zeichneten. Die beim Verlag Cross Cult geplante Veröffentlichung wurde jedoch aus finanziellen Gründen verworfen. Ab 2017 war Fechner aktives Mitglied der Künstlergruppe rund um den 2019 verstorbenen Grafikdesigner Claudio „Fink“ Gomez und dessen Galerie This Is Not A Ticket Shop in Frankfurt am Main.
Seit 2025 widmet sich Fechner nach langer Veröffentlichungspause als Autor dem eigenen Horrorliteraturprojekt Dread Death & Demons, bestehend aus insgesamt 28 geplanten Kurzgeschichten und Romanen, die alle bei Kindle Direct Publishing erscheinen.

## Trivia
Fechner ist mit der Künstlerin Merve Şahinol-Fechner verheiratet, hat aus einer früheren Beziehung zwei Kinder und lebt im Düsseldorfer Stadtteil Pempelfort. Davor wohnte er rund zwanzig Jahre im Frankfurter Stadtteil Bockenheim in einem Apartment über der ehemaligen Drogerie Occulta zur Miete. Die Eigentümer des Gebäudes und Betreiber der Drogerie, das Ehepaar Uta und Walter Englert, waren Anhänger des Okkultismus und unterhielten an der Adresse einen lokalen Illuminatenorden.

## Veröffentlichungen
- Dread Death & Demons: Crunch (Knirschen), KDP 2025, ISBN 979-8-28-415128-0
- Dread Death & Demons: Zwischen Beton und Zerfall, KDP 2025, ISBN 979-8-28-029931-3
- Dread Death & Demons: Echo des Todes, KDP 2025, ISBN 979-8-31-647978-8
- Dread Death & Demons: L0S7PL4C3S.MPG4, KDP 2025, ISBN 979-8-31-263678-9
- Unison: Chroniken von Aetolan mit Eva Junker in der Anthologie That's Entertainment, Terminal Entertainment 2013, ohne ISBN
- Unison: Ex Orbis Coronae mit Eva Junker, Knight & Jay 2012, ISBN 978-3-000-38422-6
- Der Tag des Gärtners im Magazin Ferne Welten #1, Paradogma 2010, ISSN 1867-4259
- Das Puzzle mit Axel Mende in der Reihe Unheimlich Asiatisch #2, Edition 52 2010, ohne ISBN
- Grauen im Magazin Virus Halloween Special #1, Raptor 2008, ohne ISSN
- Neun Seiten in der Reihe Unheimlich Asiatisch #1, Edition 52 2008, ohne ISBN
- Reporter der Toten in der Reihe Unheimlich #2, Edition 52 2008, ohne ISBN
- Hjemlengsel (Heimweh), Edition 52 2006, ohne ISBN
- Zwischen den Sternen in der Comicreihe Unheimlich #1, Edition 52 2006, ohne ISBN
- Tzizimime in der Anthologie Panik Elektro #2, Schwarzer Turm 2004, ISBN 978-3-934-16715-5
- Fahrendes Volk mit Björn Lensig und Malte Belz im Magazin Mephisto #22, Ellermeier 2002, ISSN 0948-1095
- Von Habgier und Bestien mit Dalibor Petrović im Magazin Mephisto #21, Ellermeier 2002, ISSN 0948-1095